# Hypsoblennius gilberti
Hypsoblennius gilberti är en fiskart som först beskrevs av Jordan 1882.  Hypsoblennius gilberti ingår i släktet Hypsoblennius och familjen Blenniidae. IUCN kategoriserar arten globalt som livskraftig. Inga underarter finns listade i Catalogue of Life.